# Lumiwings
Lumiwings est une compagnie aérienne charter grecque basée à Markopoulo et basée à l'aéroport d'Athènes-Eleftherios Venizelos. Elle propose des vols réguliers depuis Forli en Italie, ainsi que des vols charters et des activités d'affrètement ACMI.

## Histoire

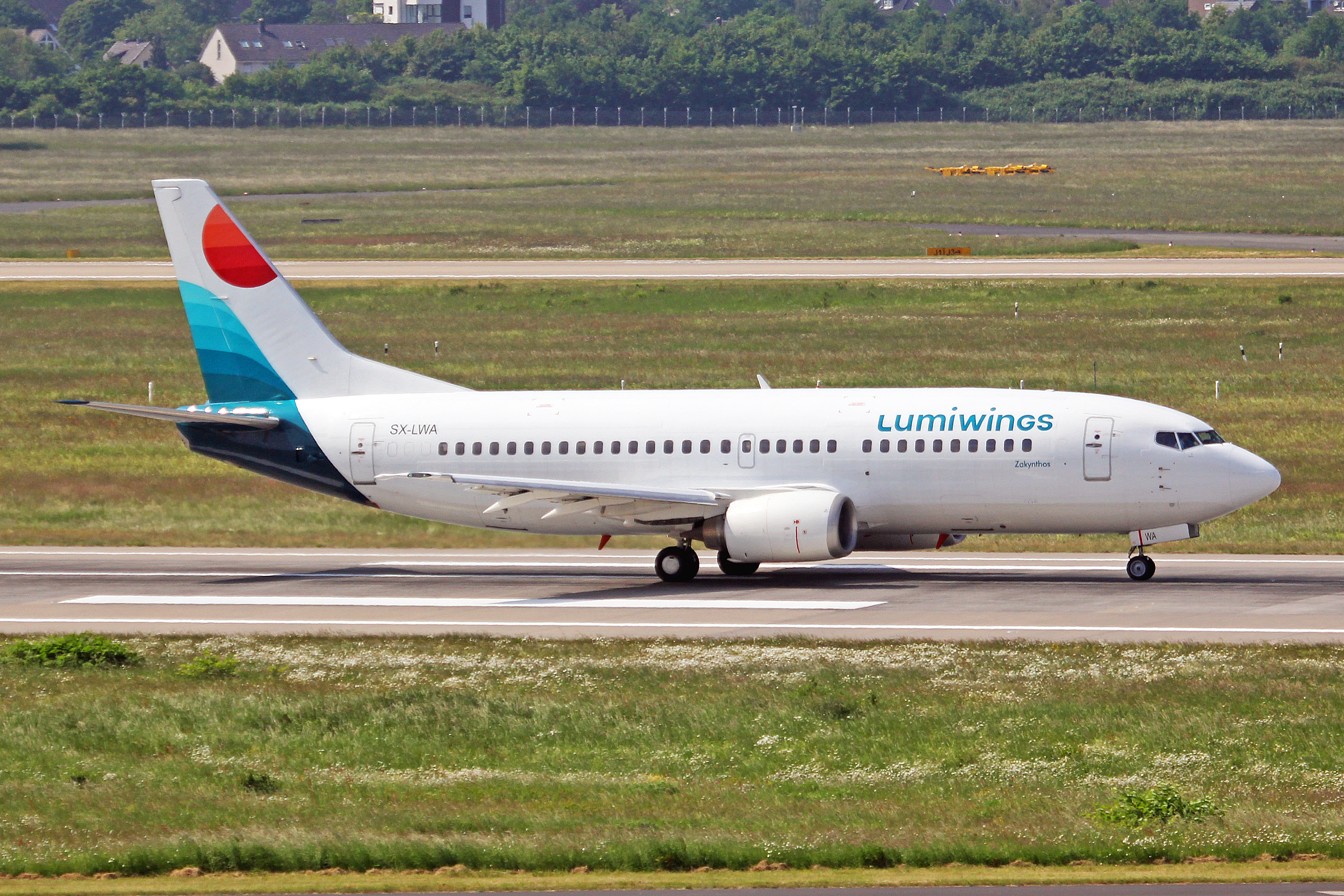
Boeing 737-300 de Lumiwings, immatriculé SX-LWA, construit en 1991.

Deux anciens pilotes de la compagnie charter grecque Astra Airlines ont fondé Lumiwings en 2017, les opérations de vol ont débuté en 2018 pour le compte d'Astra Airlines avec un Boeing 737-300 et un bail d'un an.
De mars 2019 à juin 2020, la compagnie opère un second Boeing 737-300, immatriculé SX-LWB.
En 2021, Lumiwings lance des vols réguliers au départ de sa nouvelle base de Forli en Italie vers des destinations  d'Europe de l'Est, en Pologne, Roumanie et en Ukraine. Elle compte ajouter par la suite des vols vers des destinations méditerranéennes comme la Sicile et la Grèce.
En 2022, en raison de la pandémie de COVID-19, la compagnie serait dans une situation financière complexe : « la valeur totale du passif à court terme de la société dépasse de 462 000 euros la valeur totale de ses actifs courants » selon un rapport de JPA International révélé par le Corriere del Mezzogiorno.

## Destinations
Lumiwings vole pour Astra Airlines au départ de Bergame, Milan Malpensa, Naples, Tirana, Venise et Vérone. Elle possède également une base à  Forli en Italie et propose des vols réguliers vers l'Europe de l'Est.

## Flotte
En avril 2025, la flotte Lumiwings est composée de la manière suivante,:

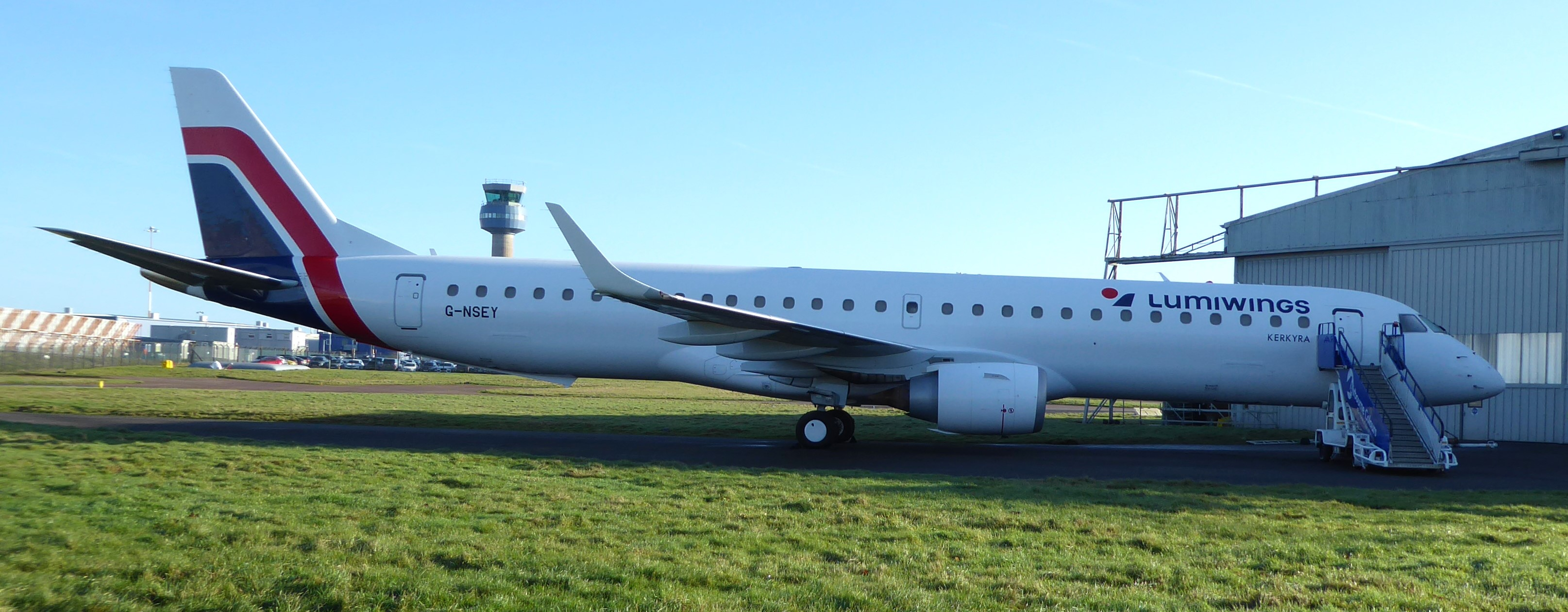
L’Embraer 195 de lumiwings

| Type d'avion   | Nombre | Commandes | Immatriculation des appareils | Commentaire         |
| -------------- | ------ | --------- | ----------------------------- | ------------------- |
| Boeing 737-700 | 1      | —         | SX-LWC                        | Nommé « Ithaca »    |
| Embraer 195    | 1      | —         | SX-LWD                        | Nommé « Kefalonia » |
| Total          | 2      | —         |                               |                     |

## Voir également
- Liste des compagnies aériennes
- Site Web de Lumiwings